# كليمنت نونيز
كليمنت نونيز (بالإسبانية: Clemente Núñez Beltre)‏ هو لاعب كرة قاعدة دومينيكاوي، ولد في 10 فبراير 1975.

## وصلات خارجية
- كليمنت نونيز على موقعبيزبول رفرنس.كوم (الدوري الثانوي) (الإنجليزية)